# Allt behöver frälsning
Allt behöver frälsning (italienska: Tutto chiede salvezza) är en italiensk dramakomediserie vars första säsong hade premiär på strömningstjänsten Netflix den 14 oktober 2022. Seriens andra säsong hade premiär på samma kanal den 26 september 2024.

## Handling
Serien kretsar kring Daniele som när vaknar är inlåst på en psykiatriavdelning. Han måste nu på nytt lära sig hur man lever och tar hjälp av sina medpatienter.

## Rollista (i urval)
- Federico Cesari – Daniele Cenni
- Fotinì Peluso – Nina Marinelli
- Andrea Pennacchi – Mario
- Vincenzo Nemolato – Madonnina
- Ricky Memphis – Pino
- Raffaella Lebboroni – doktor Cimaroli
- Lorenza Indovina – Anna